# Jhunjhunu
Jhunjhunu (Hindi: झुन्झुनू Jhuñjhunū) oder Jhunjhunun (Hindi: झुंझुनूं, Jhunjhunūṃ) ist eine Distriktshauptstadt mit ca. 125.000 Einwohnern in der Region Shekhawati im indischen Bundesstaat Rajasthan.

## Lage
Jhunjhunu befindet sich im Nordosten Rajasthans nahe der Grenze zum Bundesstaat Haryana etwa 170 km (Fahrtstrecke) nördlich von Jaipur bzw. 220 km südwestlich der indischen Hauptstadt Delhi auf einer Höhe von ca. 345 m ü. d. M. Das Klima ist – abgesehen von den Monsunmonaten Juli bis September – heiß und trocken.

## Bevölkerung
Offizielle Bevölkerungsstatistiken werden erst seit 1991 geführt und veröffentlicht.
| Jahr      | 1991   | 2001    | 2011    |
| Einwohner | 72.187 | 100.485 | 118.473 |

Ein Großteil der zu etwa 59 % dem Hinduismus und zu etwa 40,5 % dem Islam anhängenden Bevölkerung ist in der zweiten Hälfte des 20. Jahrhunderts aus den ländlichen Gebieten Rajasthans zugewandert. Die restlichen 0,5 % entfallen auf Jains, Sikhs, Christen und Buddhisten. Man spricht hauptsächlich Hindi, aber auch Mewati- und Bagri-Dialekte.

## Geschichte
Aus der Frühzeit der Stadt sind weder Schriftquellen noch archäologische Zeugnisse bekannt. Wahrscheinlich war Jhunjhunu bis ins 17./18. Jahrhundert hinein ein größeres Dorf wie andere auch. Erst durch den Aufschwung des Karawanenhandels mit dem Vorderen Orient und Europa erlebte der Ort, in welchem sich Kaufleute, Händler, Handwerker und Tagelöhner aller Art ansiedelten, eine Blütezeit.

## Sehenswürdigkeiten
- Jhunjhunu ist bekannt für den Rani-Sati-Tempel, der einer legendenhaften und vergöttlichten Frauengestalt mit Namen Narayani geweiht ist. Diese sah nach dem gewaltsamen Tod ihres Mannes keinen Lebensinhalt mehr und beschloss Sati zu werden. Wie weit die Geschichte des Tempels zurückreicht, ist unklar – der heutige Bau stammt im Wesentlichen aus dem 18./19. Jahrhundert. Bemerkenswert ist das Fehlen jeglicher Götterbildnisse im Haupttempel; in der Cella (garbhagriha) befindet sich lediglich ein Dreizack. Im Tempelbezirk stehen weitere Tempel für Hanuman, Ganesha und Shiva; daneben gibt es noch weitere Sati-Schreine.
- Im Zentrum der Altstadt finden sich noch einige wenige Kaufmannshäuser (Havelis) mit den für die Shekhawati üblichen Malereien.

Umgebung
- Zum Distrikt Jhunjhunu gehören auch die sehenswerten Orte Mandawa und Nawalgarh.

## Persönlichkeiten
- Mohana Singh (* 1992), Kampfpilotin